# アルゴノートゲームス
アルゴノートゲームス（Argonaut Games plc）、旧アルゴノートソフトウェア（Argonaut Software）とは、イギリスのゲーム開発会社。1982年設立。2004年、経営難により倒産。元アルゴノートの社員であり、Xやスターフォックスの開発に関わったディラン・カスバートは後にキュー・ゲームスを立ち上げている。

## 歴史
当時、まだ10代であったジェズ・サンによって設立された。1984年に第一作であるコモドール64用タイトル「Skyline Attack」を開発した。1985年には8ビットコンピューターで3DゲームであるStargliderを開発し、欧州などを中心にヒットした。続編である「StarGlider II」もヒットし、これによりアルゴノート社と3Dゲームというジャンルが広く知られるようになった。その後にはゲームボーイとファミコンで3Dエンジンを開発した技術を評価され、任天堂からスーパーファミコン用の3Dチップの開発を依頼された。Xはワイヤーフレームを使用した擬似3D空間によるゲームボーイ初の3Dタイトルであり、その後スーパーFXチップを利用するスターフォックスを開発した。
1997年には「クロック!パウパウアイランド」をPSやセガサターンなどで発売し、大々的な宣伝効果もあって欧米等を中心にヒットする。2001年にハリーポッターのライセンスでPS用のアクションゲームを開発し、800万本以上のセールスを出す大ヒットとなった。その後、ディズニー作品等のライセンス物ゲームの開発に集中するが、中々いいタイトルが出ずに株価が下がり始める。2004年のMaliceを最後に倒産。250人退職。
2024年、会社は再開され、現在は単にアルゴノートとなり、最初のリリースは『クロック!パウパウアイランド』のリマスターを発表した。

## BRender
アルゴノートゲームスは、BRender（Blazing Rendererからの造語）というゲーム開発キット/3DCGグラフィックエンジンの開発・ライセンス提供を行ってきた。
このソフトは、インテルのMMXに対応しており、Microsoft Windows、MS-DOS、PlayStation向けのゲームを作ることができる。
アルゴノートゲームス社外ではStainless Gamesのカーマゲドン、マイクロソフトの3Dムービーメーカーがこのエンジンを採用している。
2022年5月、3Dムービーメーカーのオープンソース化をマイクロソフトに要望したfooneがアルゴノートゲームスのジェズ・サン元CEOの許諾を得てMIT Licenseでソースコードを公開した。

## 主な作品

### 開発
- Skyline Attack(1984年 コモドール64 日本未発売)
- Alien(1984 コモドール64 日本未発売)
- Starglider(1985年 Amiga、Atari ST、コモドール64他 日本未発売)
- Starglider Ⅱ(1988年 Amiga、Atari ST、コモドール64他 日本未発売)
- Days of Thunder(1990年 Amiga、Atari ST 日本未発売)
- Race Drivin(1992年 SS)
- A.T.A.C (1992年 PC 日本未発売)
- Birds of Prey(1992年 PC 日本未発売)
- X(1992年 GB)
- スターフォックス(1993年 SFC)
- ロイヤルコンクエスト(1994年 SFC)
- ヴォルテックス THE FX ROBOT BATTLE(1994年 SFC)
- ワイルドトラックス(1994年 SFC)
- クリーチャーショック(1996年 PS、SS)
- The Ren & Stimpy Show: Fire Dogs(1994年 SNES 日本未発売)
- FX Fighter(1995年 PC 日本未発売)
- Alien Odyssey (1995年 PC 日本未発売)
- FX Fighter Turbo(1996年 PC 日本未発売)
- Scooby Doo Mystery (1996年 SNES 日本未発売)
- クロック!パウパウアイランド(1997年 PS、SS、PC(PC版は日本未発売))
- バックバンブル(1998年 N64)
- クロックアドベンチャー(1999年 PS、SS、PC(PC版は日本未発売))
- ラマになった王様(2000年 PS、PC 日本未発売)
- Alien: Resurrection(2000年 PS 日本未発売)
- Red Dog: Superior Firepower(2000年 DC 日本未発売)
- アラジン ナシラの逆襲(2000年 PS、PC 日本未発売)
- ハリーポッターと賢者の石(2001年 PS版)
- ハリー・ポッターと秘密の部屋(2002年 PS版)
- Bionicle: Matoran Adventures(2002年 GBA 日本未発売)
- Bionicle: The Game(2003年 GC、PC、PS2、Xbox 日本未発売)
- I-Ninja(2003年 GC、PC、PS2、Xbox 日本未発売)
- SWAT: Global Strike Team(2003年 PS2、Xbox 日本未発売)
- Carve(2004年 Xbox 日本未発売)
- Catwoman: The Game(2004年 GC、PS2 日本未発売)
- Power Drome(2004年 PS2、Xbox 日本未発売)
- Malice(2004年 PS2、Xbox 日本未発売)